# Abul Khair Khan

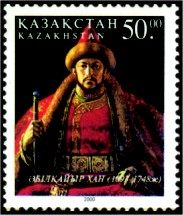
El sello que Kazajistán le dedicó a Abul Khair Khan, 2001 (Michel 316)

Abulhair Khan o Abul Khair Khan (Kazajo: Әбілқайыр хан, Ábilqaıyr han) (1693–1748) fue un Khan del Jüz Menor Kazajo en lo que hoy sería Kazajistán occidental. Durante este periodo, el Jüz Menor participó en la guerra contra los Zúngaros (1723-1730), siguiendo su "Gran Desastre" invasión de los territorios Kazajos. Bajo su liderazgo los ghazis Kazajos derrotaron las fuerzas Zúngaras en el río Bulanty en 1726 y en la batalla de Anrakay en 1729.
Para obtener ayuda rusa contra los Zúngaros, Abul Khair Khan hizo un juramento de lealtad hacia la corona rusa en 1731. Él posteriormente intentó limitar y controlar la cantidad de la influencia rusa ejercida sobre el Jüz Menor Kazajo. Según un estudio de 2019 , "ni los Kazajos ni los oficiales rusos pensaron de su relación como forma de anexión."
La actual 16.ª nieta de Abul Khair Khan vive en Europa.  No ha hecho ninguna reclamación real.